# Морисвил (округ Грин, Пенсилванија)
Морисвил (енгл. Morrisville, Greene County) насељено је место без административног статуса у америчкој савезној држави Пенсилванија.

## Демографија
По попису из 2010. године број становника је 1.265, што је 178 (-12,3%) становника мање него 2000. године.
| Група             | 2000.         | 2010.         |
| Белци             | 1.405 (97,4%) | 1.203 (95,1%) |
| Афроамериканци    | 8 (0,6%)      | 21 (1,7%)     |
| Азијати           | 21 (1,5%)     | 10 (0,8%)     |
| Хиспаноамериканци | 6 (0,4%)      | 19 (1,5%)     |
| Укупно            | 1.443         | 1.265         |